# Limerick
Limerick (irski: Luimneach) je grad u Irskoj. Nalazi se na zapadnoj obali Irskog otoka, na najvećoj irskoj rijeci Shannon.

## Povijest
Prvo naselje zabilježeno na područje današnjeg grada je u vrijeme vikinških osvajanja 812. godine. To su naselje je osvojili engleski Normani u 12. stoljeću i odmah je postalo značajno, pa se brzo izgrađuje.
Tijekom 16. i 17. stoljeća Limerick je sudjelovao u burnim vremenima oko borbi za vlast nad Engleskom, što je oštetilo gradsko gospodarstvo. Međutim, potpuna propast gospodarstva grada dogodila se sredinom 19. stoljeća u vrijeme irske gladi.
Limerick je od 1921. godine u sastavu Republike Irske. Oporavak grada započeo je tek posljednjih desetljeća, kada je grad ponovo zabilježio nagli razvoj i rast.

## Stanovništvo
Prema popisu stanovništva iz 2011. godine u Limericku živi 56.779 stanovnika te je službeno četvrti grad po veličini u Irskoj nakon Dublina, Corka i Galwaya. Grad ima najveći pad broja stanovnika od 5% u Irskoj od popisa iz 2006. godine. Na širem gradskom području živi 91.454 stanovnika, što ga čini neslužbeno trećim po veličini gradom u državi, te petim najvećim urbanim područjem na Irskom otoku (nakon Dublina, Belfasta, Corka i Derrya). Limerick je jedan od etnički najraznolikijih gradova u Irskoj, najveća je poljska zajednica koju prema procjenama čini 10.000 ljudi koji žive i rade u gradu.

## Šport
- Limerick F.C., nogometni klub

## Gradovi prijatelji
- New Brunswick, SAD
- Quimper, Francuska
- Limerick Township, SAD
- Spokane, SAD
- Starogard Gdański, Poljska
- Kansas City, SAD
- Lowell, SAD[2]

## Vanjske poveznice
- Službene stranice

### Ostali projekti
|  | Zajednički poslužitelj ima još gradiva o temi Limerick |